# Абдулла Кулол
Уста́д Абдулла́ Кула́л или Ка́ли Абдулло́ (тадж. Устоди Абдуллоҳи Кулол или букв. «Лысый Абдулла»; 1797 год, Риштан, Кокандское ханство, — 1872 год, Риштан, Кокандское ханство) — таджикский архитектор, гончар и ученик братьев Абду Джалол (Устод Джалил) и Абду Джамил (Устод Кури). Среди гончаров, строителей и архитекторов Ферганы и Согда известен как Аксака́л усто́д («Великий мастер»).

## Биография
Абдулла Кулол родился 1797 году в Риштане (Рошидон) в период правления Кокандского хана Нарбута-бия в семье потомственного гончара. Ученик братьев Абду Джалол (Устод Джалил) и Абду Джамил (Устод Кури).
В период своего правления Худояр-хан построил в Риштане себе резиденцию, получившую название Боги-Хан (Сад Хана). Он нередко останавливался здесь, и неизменно устраивал пир для всех гончаров города.

Однажды на одном из устроенных Худояр-ханом пиров отсутствовал мастер-чиннипаз Абдулла Кулол, которого правитель очень уважал. Отсутствие мастера оскорбило Хана, и, решив приучить мастера за то, что он зазнался, он с придворными пришёл к нему домой. Оповещённый об этом мастер спрятался в гончарной печи. Когда придворные Худояр-хана начали его искать, Абдулла Кулол, выйдя из печи с только что изготовленным красивым кувшином, попросил у правителя прощения за опоздание, объяснив это тем, что он постеснялся прийти к нему с пустыми руками. Худояр-хану очень понравился подарок и, сменив гнев, видя что Усто Абдулла его очень уважает, наградил его несколькими золотыми монетами и возвратился с ним на пир
.
Живым примером работы риштанских гончаров является архитектурный памятник XIX века дворец — Урда, пристанище Кокандского правителя Худояр-хана. Строительство дворца велось с 1863 по 1870 год, где работали более 16 тысяч человек. Оформление фасада изразцовыми облицовками было поручено братьям Усто Абду Джалол (Устод Джалил), Усто Абду Джамил (Устод Кури) и Усто Абдулла Кулол (Кали Абдулло) которые со своими учениками были главными мастерами при облицовке дворца и закончили эту работу в 1873 году.
В создании общего художественного эффекта керамического декора, риштанские мастера привезли на строительство дворца не только свои излюбленные приёмы, но и обладающую высоким технологическим качеством глину. Богатство применённых риштанскими мастерами керамических техник. В основном это мозаика из цветных глазурованных кирпичиков, различных по форме — продолговатых, квадратных, ромбовидных, в виде звёзд. Большую красоту оформлению придают десять каллиграфических надписей, куфический шрифт которых выложен белыми кирпичиками по сочному ультрамариновому фону. Значительное место занимают и майоликовые глазурованные плитки с нанесёнными на них растительными узорами.
Худояр-хан высоко оценил работу Абдулла Кулола (Кали Абдулло), Абду Джалола (Устод Джалил) и Абду Джамила (Устод Кури), и кроме материальный вознаграждений по его указанию на южном крыле фасада дворца были отражены слова куфической надписи: «Художник, искусство которого подобно искусству Бехзада, украсил каменные плиты», которые были посвящены риштанским мастерам, тем самым они наравне с Худояр-ханом и Дворцом-Урдой вошли в историю Средней Азии.
Посудой, изготовленной Усто Абдулло пользовался сам бухарский эмир и кокандский хан, а ляганы мастера дарили особо дорогим гостям в знак уважения. Произведения Устода Абдулла Кулола имеются Государственном музее искусств Узбекистана, а также в музейных собраниях Москвы, Санкт-Петербурга.

## Учителя
- Абду Джалол (Устод Джалил) — знаменитый гончар Риштана, великий мастер — аксакал Усто (Учитель) для всех гончаров Ферганской долины XIX века. Совместно с братом Абду Джамил (Усто Кури) обучившись технике производства фаянса — чинни в Кашгаре и Иране, восстановили эту древнюю утраченную технику производства в Риштане. Рецепт изготовления посуды чинни передали своему ученику Кали Абдулло.
- Абду Джамил (Устод Кури) — знаменитый гончар Риштана, великий мастер — аксакал Усто (Учитель) для всех гончаров Ферганской долины XIX века. Совместно с братом Абду Джалол (Усто Джалил) обучившись технике производства фаянса — чинни в Кашгаре и Иране, восстановили эту древнюю утраченную технику производства в Риштане. Рецепт изготовления посуды чинни передали своему ученику Кали Абдулло.

## Ученики
- Устод Мулла Мадамин Ахун (Абдурасулев Мадамин Ахун) — известный риштанский мастер-чиннипаз наккош конца XIX в. аксакал риштанских гончаров. Его произведения находятся в коллекции Музея истории народов Узбекистана.
- Устод Салим (Баба Салим) — известный риштанский мастер изготовитель фигурных сосудов конца XIX в. аксакал риштанских гончаров. Его произведения находятся в коллекции Музея истории народов Узбекистана.
- Устод Бой Ниязмат (Баба Бой Ниязматов Мелибой; 1837-19?? гг.) — известный риштанский мастер-чиннипаз наккош XIX в., аксакал риштанских гончаров. работал вместе с женой, талантливой рисовальщицей. Основатель технику росписи по тёмно-коричневому ангобу с гравированным орнаментом — тати сиех, Его произведения находятся в коллекции Музея истории народов Узбекистана.
- Устод Мадали (Мадали Саттор; 1840-19??гг.) — известный риштанский мастер-чиннипаз наккош конца XIX- нач. XX вв. аксакал риштанских гончаров. Основатель династии гончаров Саттаровых в Риштане.